# Дурмерсхайм
Дурмерсхайм (нем. Durmersheim) — община в Германии, в земле Баден-Вюртемберг. 
Подчиняется административному округу Карлсруэ. Входит в состав района Раштат.  Население составляет 12 189 человек (на 31 декабря 2010 года). Занимает площадь 26,15 км².

## Фотографии

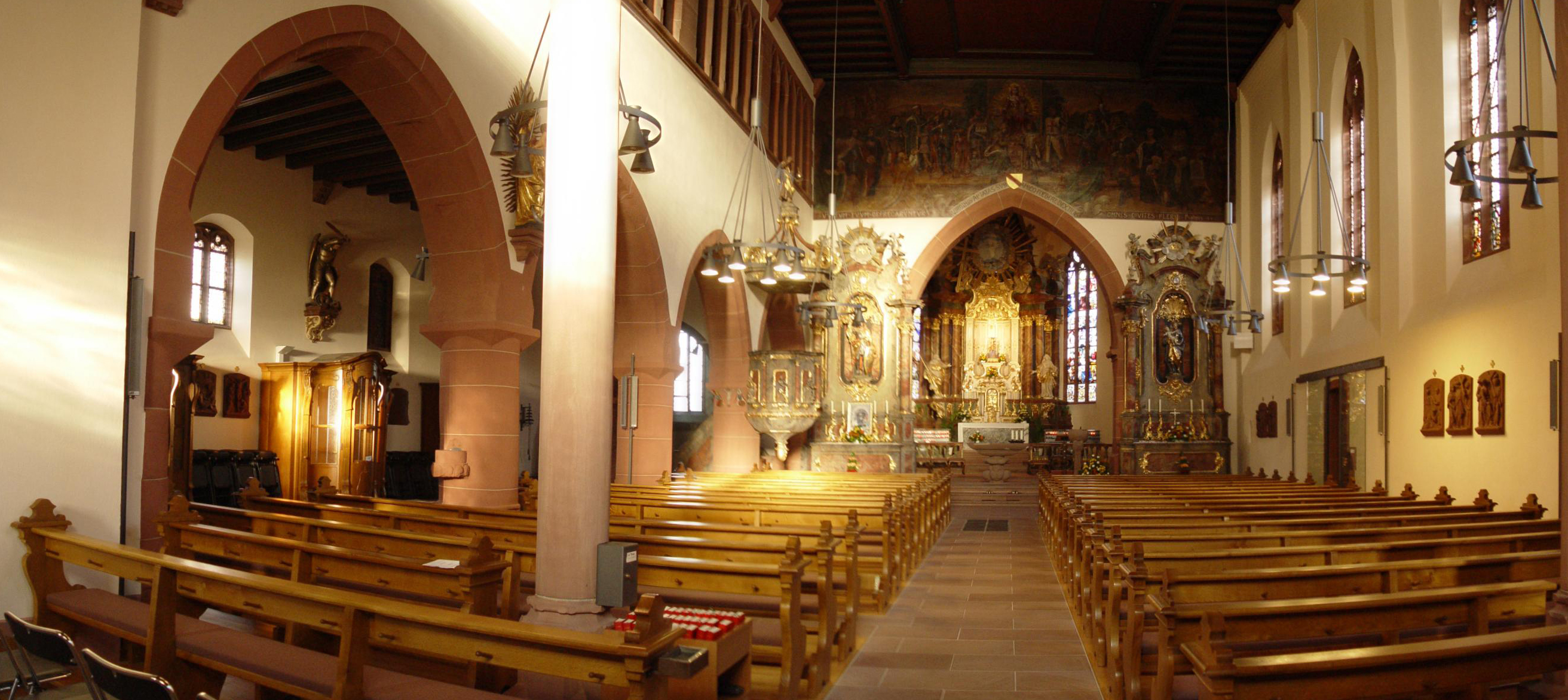
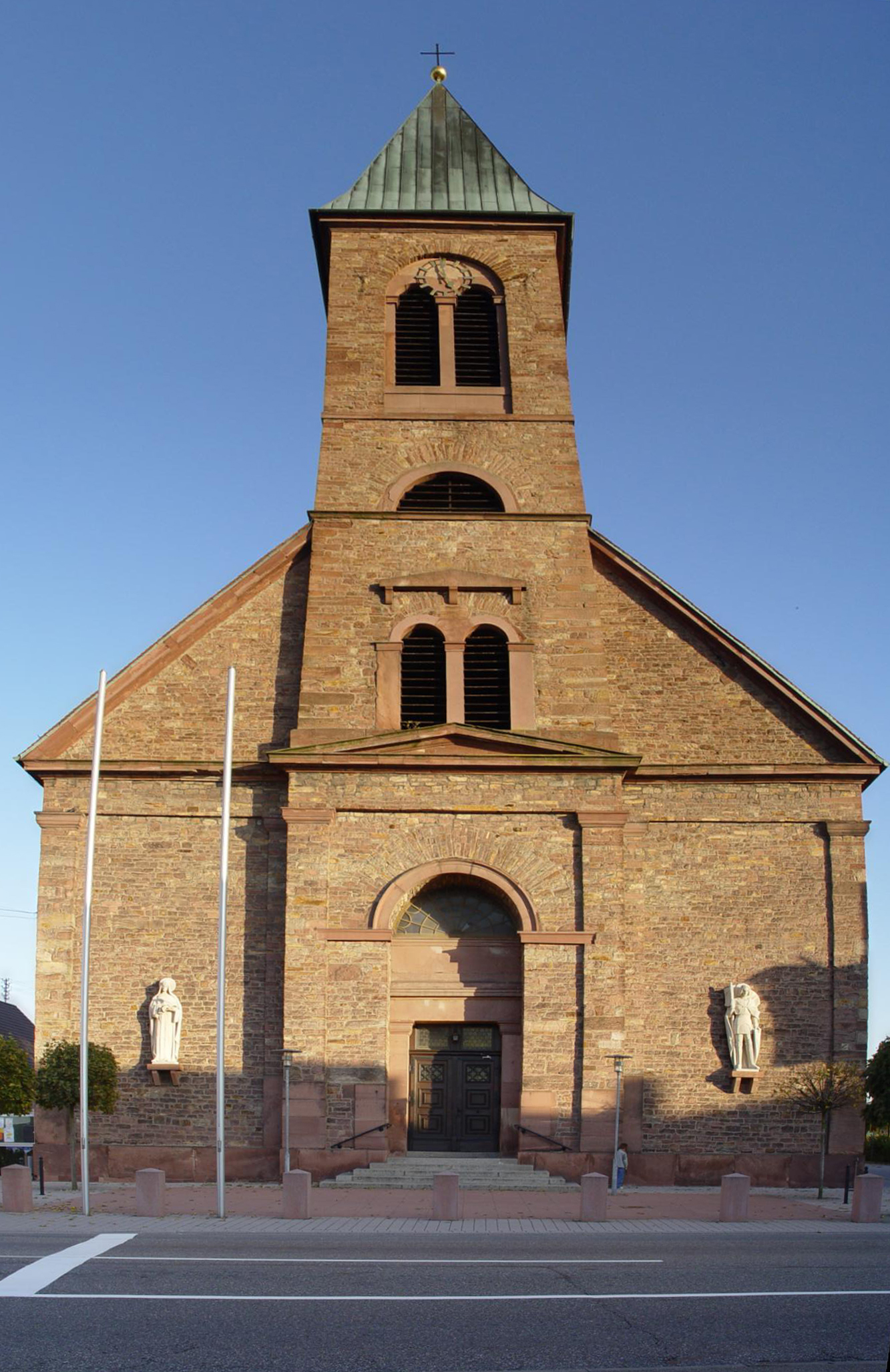
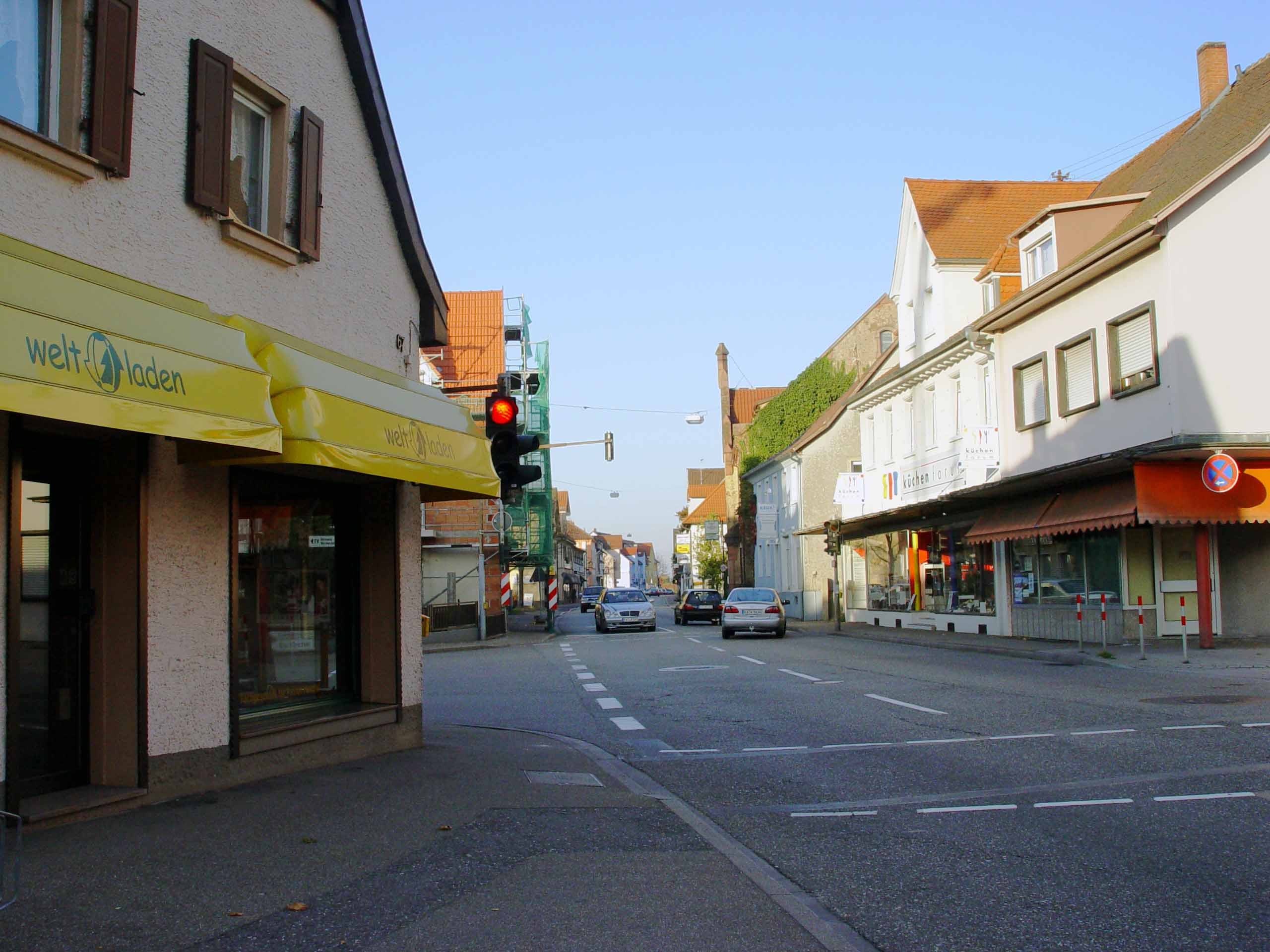
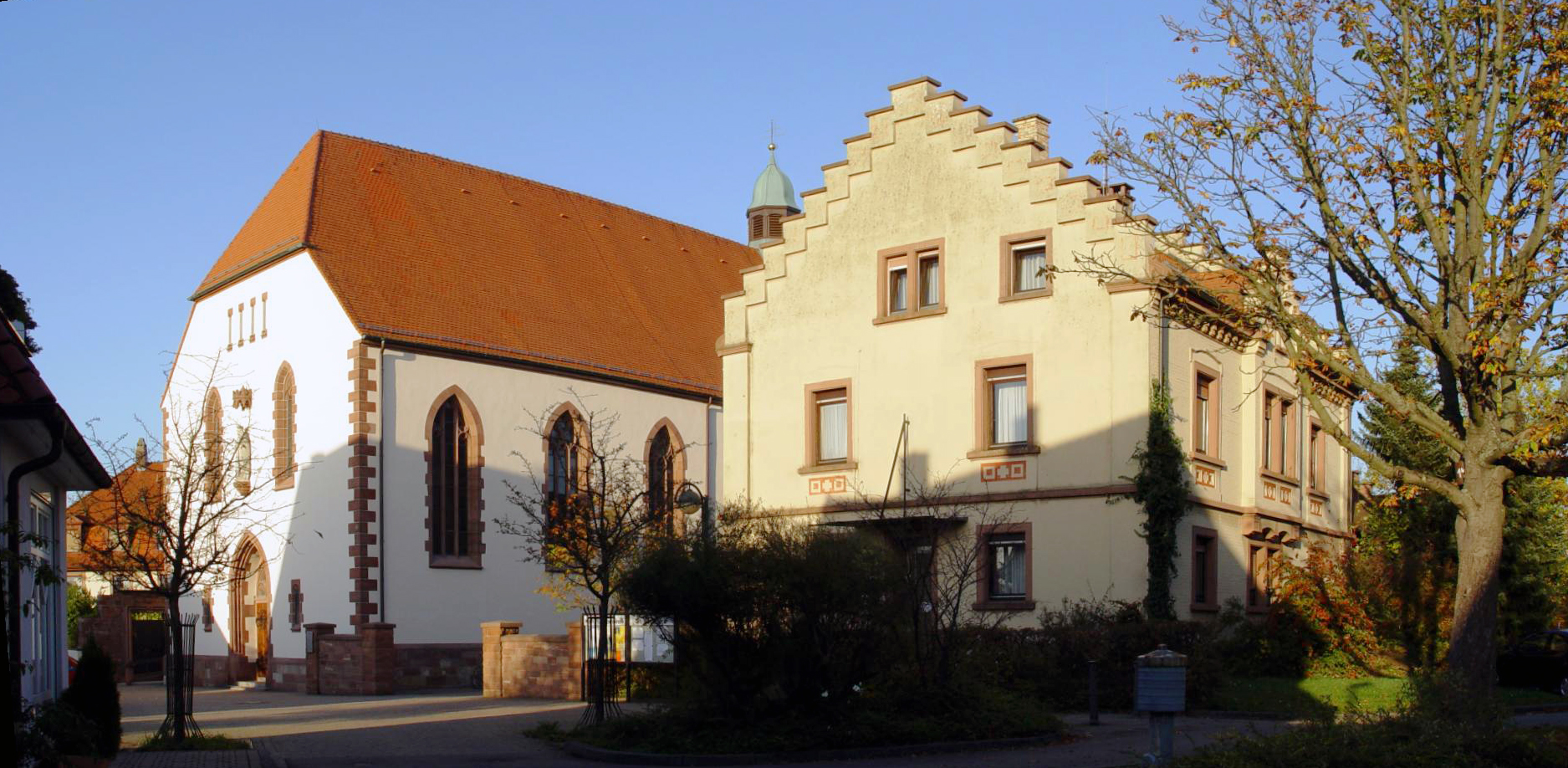